# 密接
| ウィキペディアには「密接」という見出しの百科事典記事はありません（タイトルに「密接」を含むページの一覧/「密接」で始まるページの一覧）。 代わりにウィクショナリーのページ「密接」が役に立つかもしれません。 |